# Joe Di Gennaro
Joe Di Gennaro est un directeur de la photographie, producteur, acteur, réalisateur et scénariste américain né le 1er décembre 1955 à Long Island, New York (États-Unis).

## Filmographie

### comme directeur de la photographie
- 1989 : Identity Crisis (en)  de Melvin Van Peebles
- 1990 : Margaret de   Kenneth Lonergan
- 1994 : Messenger de Norman Loftis
- 1995 : The October Brigade de Paul Roberts
- 1996 : A Gun for Jennifer (en) de  Todd Morris
- 1999 : Empty Places de   Geoffroy de Crécy
- 2000 : The Opponent (en) d'Eugene Jarecki
- 2002 : Mid-Century de Scott Billups
- 2002 : Alternate Realities (série TV)
- 2002 : QIK2JDG de Nick Spano
- 2003 : Monsterama: Munsters Collectibles (TV)
- 2003 : The Killer Within Me (vidéo)
- 2003 : Mix It Up (série TV)
- 2004 : Monsterama: The Ackermonster (TV)
- 2004 : Monsterama: Sideshow Collectibles (TV)
- 2004 : Monsterama: History of Wax Monsters (TV)
- 2004 : Monsterama: History of Don Post Studios (TV)
- 2004 : Monsterama: Basil Gogos (TV)
- 2004 : Monsterama: A Tribute to Horror Hosts (TV)
- 2004 : Air Force One: The Final Mission de Michael Cohen
- 2004 : The Mojo Cafe de David O'Hara
- 2005 : Why We Fight d'Eugene Jarecki
- 2005 : Out of Proportion de Scott Cervine
- 2005 : TV Land Confidential (en) (série TV)

### comme producteur
- 1990 : Margaret
- 2003 : Jake
- 2004 : Air Force One: The Final Mission de Michael Cohen

### comme acteur
- 2003 : Jake : Joe Heedles

### comme réalisateur
- 2003 : Jake

### comme scénariste
- 2003 : Jake